# Echt (Lied)
Echt ist ein Lied des deutschen Elektropop-Duos Glasperlenspiel aus dem Jahr 2011. Das Stück ist die erste Singleauskopplung aus ihrem Debütalbum Beweg dich mit mir.

## Entstehung und Artwork
Geschrieben wurde das Lied von Zippy Davids, Daniel Grunenberg, Anders Kjer und Carolin Niemczyk. Produziert wurde die Single von Mikko Tamminen, als Koproduzenten standen ihm Ingo Politz, Mic Schröder und Bernd Wendlandt zur Seite. Gemastert wurde die Single bei TrueBusyness Mastering in Berlin unter der Leitung von Sascha Bühren, gemischt wurde die Single von Arttu Peljo. Das Lied wurde unter dem Musiklabel Polydor veröffentlicht und durch Universal Music Publishing vertrieben. Auf dem Cover der Maxi-Single sind – neben Künstlernamen und Liedtitel – die beiden Glasperlenspiel-Mitglieder zu sehen. Das Coverbild wurde von der deutschen Fotografin Anita Bresser geschossen und von Kropac Media gestaltet.

## Veröffentlichung und Promotion
Die Erstveröffentlichung von Echt erfolgte als Download am 2. September 2011. Die Veröffentlichung des physischen Tonträgers folgte eine Woche später am 9. September 2011 in Deutschland, Österreich und der Schweiz. Die digitale Maxi-Single enthält neben der Singleversion eine Akustikversion und eine Remixversion zu Echt, sowie das Lied Magnetisch, als B-Seite. Die physische Maxi-Single ist nur als „2-Track-Single“ erhältlich und enthält die Lieder Echt und Magnetisch.
Um das Lied zu bewerben, folgten neben der Teilnahme am Bundesvision Song Contest zahlreiche Fernsehauftritte, unter anderem Liveauftritte zur Hauptsendezeit bei Willkommen bei Carmen Nebel und in der ZDF Silversterfeier Willkommen 2012 am Brandenburger Tor.
2023 erschien ein sogenannter „Techno Mix“ zu Echt. Dabei arbeitete Glasperlenspiel mit den DJs und Musikproduzenten Nikster, Noisetime und Stevio zusammen. Diese Remixversion erschien am 1. Dezember 2023 als digitale Single zum Download und Streaming bei Polydor. Die Produktion erfolgte durch Nikster, Noisetime und Christopher Schrader.
Bundesvision Song Contest 2011
Um das Lied und sich selbst zu bewerben, traten Glasperlenspiel beim Bundesvision Song Contest 2011 für ihr Heimatbundesland Baden-Württemberg an. Sie belegten hinter Tim Bendzko (Wenn Worte meine Sprache wären), Flo Mega (Zurück) und Bosse mit Anna Loos (Frankfurt/Oder) den vierten Rang mit 91 Punkten. Aus ihrer Heimat bekamen sie mit zwölf Punkten die volle Punktzahl, mit Ausnahme des Bundeslandes Hamburg bekamen sie aus allen Bundesländern mindestens drei Punkte.
Jeder Künstler drehte zu Promotionzwecken einen Wahlwerbespot für die Teilnahme am BuViSoCo. In diesem fragt Niemczyk als eine Art Lehrerin Grunenberg ab, was „echt“ Baden-Württemberg sei und gibt ihm immer jeweils zwei Antwortmöglichkeiten. Das Video wurde vor derselben Kulisse gedreht, vor der auch das Covershooting für das Album und der Single stattfand.
Punktevergabe
|   |   |   |   |    |   |   |   |   |   |   |   |    |   |   |   | Gesamt |
| - | - | - | - | -- | - | - | - | - | - | - | - | -- | - | - | - | ------ |
| 4 | 4 | 6 | 7 | 12 | 4 | 7 | 5 | 3 | 6 | 6 | 0 | 10 | 7 | 3 | 7 | 91     |

## Inhalt
Der Liedtext zu Echt ist in deutscher Sprache verfasst. Die Musik und der Text wurden gemeinsam von Zippy Davids, Daniel Grunenberg, Anders Kjer und Carolin Niemczyk geschrieben beziehungsweise komponiert. Musikalisch bewegt sich das Lied im Bereich des Elektropop. Im Lied geht es darum, das Echte und Wahrhaftige zu erkennen und zu wissen, wie man es schätzen muss.

„Und ich glaub daran, dass es besser ist, wenn ich es fühlen kann.

Für diesen einen Augenblick, sind alle meine Zweifel weg.

Weil es echt ist.“

## Musikvideo
Das Musikvideo zu Echt feierte am 11. August 2011 bei MyVideo seine Premiere. Zu sehen ist ein Mann, der in der U-Bahn auf ein Mädchen (Wanda Badwal) trifft. Er zögert eine Weile, bevor er beschließt, ihr hinterherzulaufen. Zunächst scheint es so, als hätte er sie verloren und würde sie nie wiedertreffen. Durch das Unglück eines alten Mannes, der einen Koffer mit Glasmurmeln fallen lässt, finden die beiden letztendlich zusammen. Die Gesamtlänge des Videos beträgt 3:16 Minuten. Regie führte Marcus Sternberg, produziert wurde es von der Free The Dragon Filmproduktion. Bis Januar 2024 zählte das Musikvideo über 7,2 Millionen Aufrufe auf der Videoplattform YouTube.

## Mitwirkende
| Liedproduktion - Sascha Bühren: Mastering - Zippy Davids: Komposition, Liedtext - Daniel Grunenberg: Gesang, Keyboard, Komposition, Liedtext - Anders Kjer: Komposition, Liedtext - Carolin Niemczyk: Gesang, Komposition, Liedtext - Arttu Peljo: Abmischung - Ingo Politz: Koproduktion - Mic Schröder: Koproduktion - Mikko Tamminen: Musikproduktion - Bernd Wendlandt: Koproduktion Artwork - Anita Bresser: Fotografie (Cover) | Musikvideo - Wanda Badwal: Schauspielende Person - Ana Maria Gracia Fuchs: Koordination - Jens Mackeldey: Oberbeleuchtung - Norman Metz: Lichtassistenz - Ron Settgast: Beleuchtung - Marcus Sternberg: Regie - Andrés Lizana Prado: Kamera Unternehmen - Free The Dragon Filmproduktion: Filmproduktion (Musikvideo) - Kropac Media: Artwork (Cover) - Polydor: Musiklabel - TrueBusyness Mastering: Mastering - Universal Music Publishing: Vertrieb |

## Kommerzieller Erfolg

### Chartplatzierungen
Echt erreichte in Deutschland Rang neun der Singlecharts und konnte sich eine Woche in den Top 10 und 34 Wochen in den Charts platzieren. In Österreich erreichte die Single Rang 54 und konnte sich fünf Wochen in den Charts halten. Obwohl es das Lied nicht auf Platz eins schaffte, war es trotzdem für einen Zeitraum von drei Wochen das erfolgreichste deutschsprachige Lied in den deutschen Singlecharts. 2011 platzierte sich das Lied auf Rang 60 der deutschen Single-Jahrescharts.
Für Glasperlenspiel war dies der erste Charterfolg in Deutschland und Österreich. Bis zur Veröffentlichung von Geiles Leben konnte sich keine Single des Duos höher und länger in beiden Ländern platzieren. Auch eine bessere Platzierung in den deutschen Jahrescharts gelang bis dato nicht. Zwischenzeitlich gelang dem Duo mit Nie vergessen sich ebenfalls auf Rang neun in Deutschland zu platzieren und sich mit Freundschaft ebenfalls fünf Wochen in der österreichischen Hitparade zu platzieren.
| ChartsChartplatzierungen | Höchstplatzierung | Wochen |
| ------------------------ | ----------------- | ------ |
| Deutschland (GfK)        | 9 (34 Wo.)        | 34     |
| Österreich (Ö3)          | 54 (5 Wo.)        | 5      |

| ChartsJahrescharts (2011) | Platzierung |
| ------------------------- | ----------- |
| Deutschland (GfK)         | 60          |

Der „Techno Mix“ zu Echt verfehlte zunächst den Einstieg in die Singlecharts, konnte sich jedoch mehrere Wochen in den deutschen Single-Trend-Charts platzieren. Am 26. Januar 2024 gelang dem Lied der Sprung auf Rang 99 der deutschen Singlecharts.
Für Glasperlenspiel avancierte der Echt-Techno-Mix zum zehnten Charthit in Deutschland, der erste seit über drei Jahren. Letztmals gelang dem Duo mit Best of Us (Oktober 2020) ein Charthit. Nikster, Noisetime und Stevio verzeichneten hiermit jeweils ihren ersten Charthit in Deutschland.
| ChartsChartplatzierungen | Höchstplatzierung | Wochen |
| ------------------------ | ----------------- | ------ |
| Deutschland (GfK)        | 99 (1 Wo.)        | 1      |

### Auszeichnungen für Musikverkäufe
2012 wurde Echt in Deutschland mit einer Goldenen Schallplatte für über 150.000 verkaufte Einheiten ausgezeichnet. Damit gehörte Echt zusammen mit der Single Nie vergessen (ebenfalls 150.000 verkaufte Einheiten) bis zur Veröffentlichung von Geiles Leben zu den erfolgreichsten Veröffentlichungen Glasperlenspiels.
| Land/Region        | Auszeichnungen für Musikverkäufe (Land/Region, Auszeichnung, Verkäufe) | Verkäufe |
| ------------------ | ---------------------------------------------------------------------- | -------- |
| Deutschland (BVMI) | Gold                                                                   | 150.000  |

## Coverversionen
- 2015 – Opus Sanctus, der deutsche Kirchenchor nahm das Lied für ihr Debütalbum Opus Sanctus auf.